# Лос-Андес (парк)

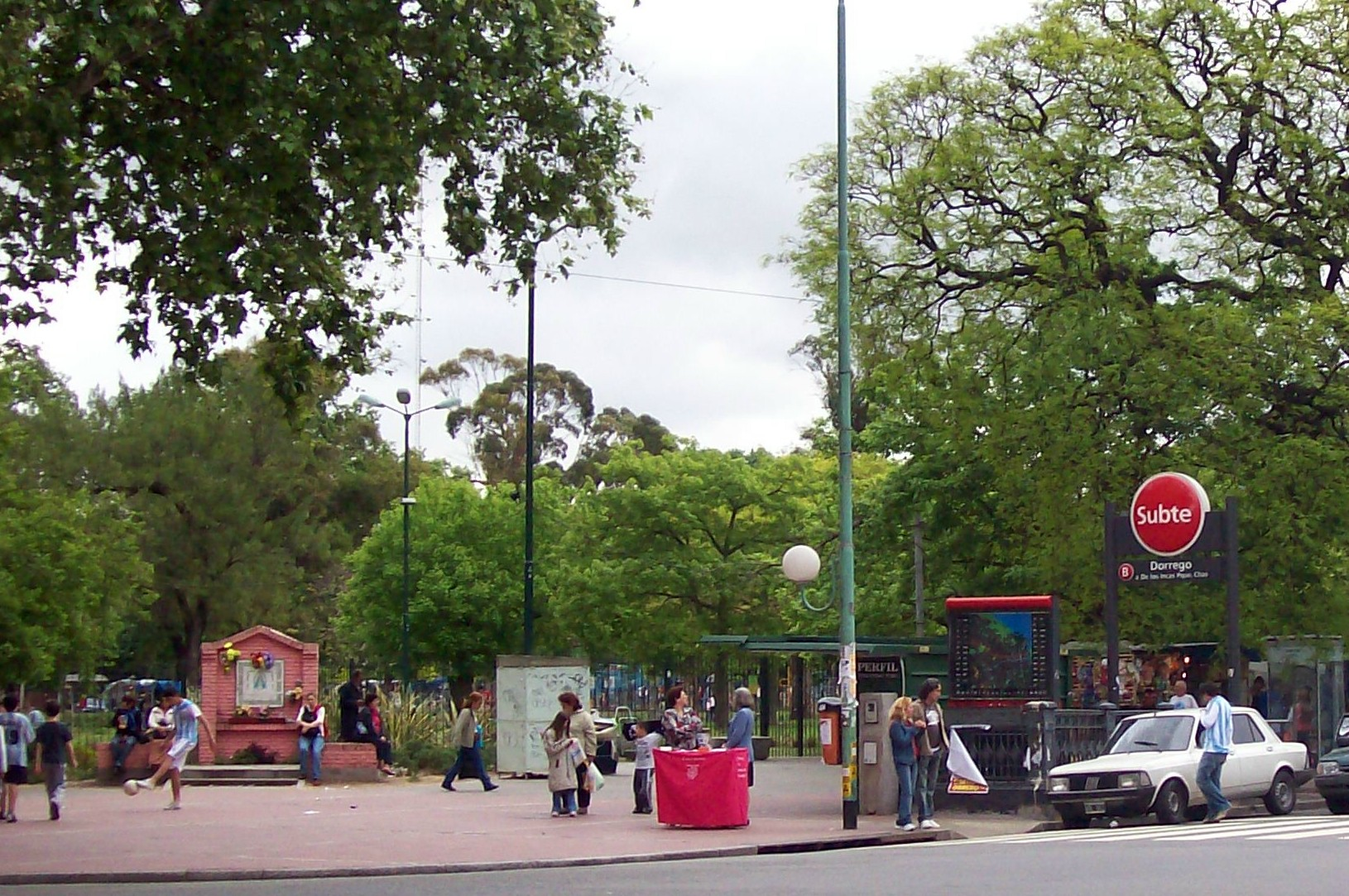
вхід у парк Лос-Андес з боку вул. Доррего і Коррієнтес.

Парк Лос-Андес (ісп. Parque Los Andes) — парк, розташований у районі Чакаріта в Буенос-Айресі, Аргентина. Він простягається між Авеніда Доррего, Авеніда Федеріко Лакросе, Авеніда Гусман і Авеніда Коррієнтес.

## Історія
Парк поділяється на дві частини. Перша, на вулиці Консепсьйон Ареналь, іде від проспекту Авеніда Доррего до аеропорту Хорхе Ньюбері. Друга, котра має трикутну форму, від аеропорту Хорхе Ньюбері до проспекту Авеніда Федеріко Лакросе.
Парк був частиною землі, що належала La Chacarita de los Colegiales, котра в свою чергу належала школі єзуїтів Сан-Ігнасіо. Наприкінці дев'ятнадцятого століття частина цих земель була виставлена на продаж, а друга частина перейшла державі.

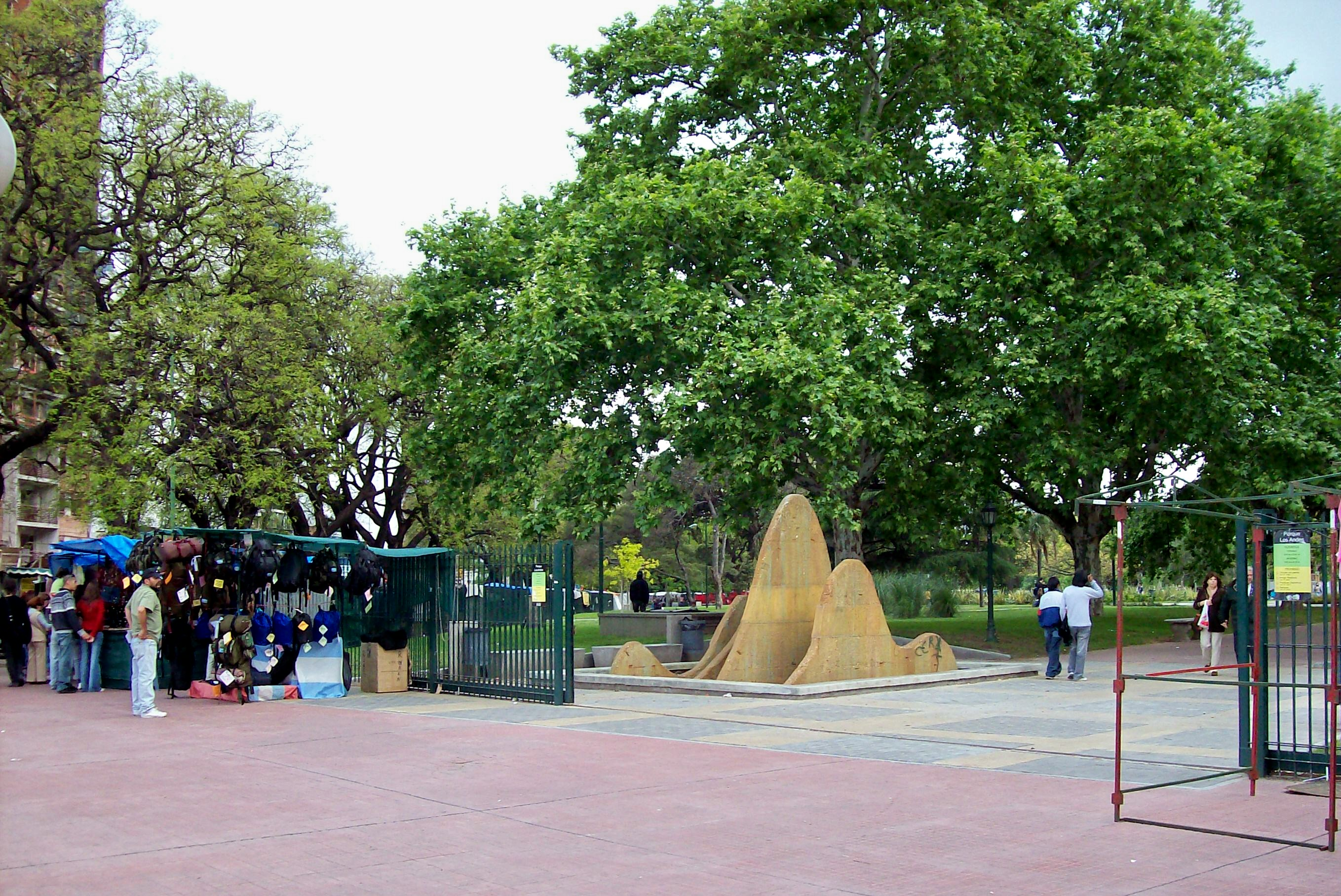
Джерело.

Перша частина парку має сумнозвісне минуле: тут ховали людей, котрі померли у місті під час епідемії жовтої гарячки в 1871 році. Губернатор Буенос-Айреса Еміліо Кастро віддав наказ створити цвинтар на місці нинішнього парку. У 1886 році він був вщерть заповнений й закритий. Через одинадцять років людські залишки були перенесені з цвинтаря, розташованого на теренах парку на новий цвинтар Ла-Чакаріта. З цього моменту з'явилися плани створити тут парк, який з самого початку планували назвати Ранкагуа, але у 1904 році йому було надано сучасну назву.
На другій частині парку з 1925 року почалося будівництво лінії метро, тут був розташований гараж, у якому вміщалося 110 автомобілей.

## Опис
У парку можна побачити багато дерев й інших рослин. Під час прогулянки парком можна спостерігати за старими деревами, серед яких Tipuana tipu, платани, шовковицю, робінія, шинус, клен, евкаліпт, тополь, чорні акації і багато інших. Під час вихідних днів тут з'являються ремісники.
Також поблизу проспекту Авеніда Коррієнтес розташований Монумент Лос-Андес, створений з бронзи у 1941 році скульптором Луісом Перлотті. Присвячений народам кальчакі, Теуельче й іншим.
У 2005 році уряд міста почав роботи розширення і відновлення парку, а також розміщення по периметру огорож, котрі були завершені у грудні 2006. У парку знаходиться фонтан, на якому зображено обрис гір Анд.
Законодавча збірка автономного міста Буенос-Айреса затвердило указ No. 392/07: згідно якому Парк Лос Андес отримав статус «Sitio de Interés de los Pueblos Originarios».